# GeSbTe
GeSbTe è una lega di germanio, antimonio e tellurio. È un materiale a transizione di fase del gruppo del vetro calcogenico usato nei dischi ottici riscrivibili (DVD+RW) e nelle memorie a cambiamento di fase. La sua composizione è GeTe-Sb2Te3, il suo tempo di ricristallizzazione è inferiore ai 20 nanosecondi permettendo un bit rate fino a 35MB/s in scrittura; si utilizza moltissimo anche la lega Ge2Sb2Te5 nello sviluppo delle memorie a cambiamento di fase.